# ワット・サシー
ワット・サシー（ワット・サー・シー、ワット・スラシー、Wat Sa Si、Wat Sra Sri、タイ語: วัดสระศรี）は、タイの北部、スコータイの旧市街となるスコータイ歴史公園にある仏教寺院遺跡の1つである。

## 位置
ワット・サシーはラームカムヘーン像の近くにある小寺院であり、ワット・マハータートの北西の優美な池「トラパン・トラクアン」 (Traphang-Trakuan) の中心に位置している。その場所にあることから、ワット・サシーはスコータイで最も美しい寺院遺跡の1つとされる。

## 創建
寺院の構造物の類似性とともに境界石（バイセーマ、bai sema）の結界の類似により、今日、ワット・サシーはワット・トラクワンやワット・チャナソンクラームと同時代に建立されたと考えられる。また、碑文からは14世紀末に創設されたことが認められる。

## 構成
寺院にはスリランカ式の仏塔（チェーディー、chedi）がある。この正方形の基壇上にある仏塔は、碑文によれば王リタイ（在位1347-1368/74年）の遺灰を納めるために建立された。その仏塔の東側にワット・サシーの礼拝堂（ウィハーン、wihan）の基壇と支柱の遺構があり、その奥に1体の仏坐像が安置されている。さらに東には本堂（ウボーソット、ubosot）が小島としてある。また、今日では基壇だけが認められるいくつかの小さな仏塔がある。